# Trailer Park Boys
Trailer Park Boys är en kanadensisk fiktiv dokumentär-TV-serie som skapades av Mike Clattenburg och producerades av Showcase. Den sändes för första gången mellan 22 april 2001 och 7 december 2008 och nådde stora framgångar över hela världen.

## Rollista (i urval)

### Huvudroller
| Skådespelare              | Karaktär              | Medverkan      |
| ------------------------- | --------------------- | -------------- |
| Robb Wells                | Ricky                 | säsong 1–10    |
| John Paul Tremblay        | Julian                | säsong 1–10    |
| Mike Smith                | Bubbles               | säsong 1–10    |
| John Dunsworth            | James "Jim" Lahey     | säsong 1–10    |
| Patrick Roach             | Randy                 | säsong 1–10    |
| Lucy Decoutere            | Lucy                  | säsong 1–10    |
| Sarah E. Dunsworth        | Sarah                 | säsong 1–10    |
| Barrie Dunn               | Ray                   | säsong 1–7     |
| Tyrone Parsons            | Tyrone, "T"           | säsong 1–10    |
| Jonathan Torrens          | Jamie, "J-Roc"        | säsong 1–10    |
| Cory Bowles               | Cory                  | säsong 1–10    |
| Michael Jackson           | Trevor                | säsong 1–6     |
| Jeanna Harrison-Steinhart | Trinity               | säsong 1, 3–10 |
| Shelley Thompson          | Barbara Lahey         | säsong 2–10    |
| Garry James               | Detroit Velvet Smooth | säsong 3–5     |
| Elliot Page               | Treena Lahey          | säsong 2       |

## Om TV-serien
Serien utspelar sig i den fiktiva trailerparken Sunnyvale i Dartmouth, Nova Scotia. Den består av tolv säsonger och tre långfilmer. Trailer Park Boys: The Movie från 2006, Trailer Park Boys: Countdown to Liquor Day från 2009 och Trailer Park Boys: Dont Legalize it från 2012.